# Phoenicurusia
Phoenicurusia är ett släkte av fjärilar. Phoenicurusia ingår i familjen juvelvingar.
Kladogram enligt Catalogue of Life:
| Phoenicurusia | \| \| Phoenicurusia dilutior \| \| \| \| \| \| Phoenicurusia iliensis \| \| \| \| \| \| Phoenicurusia margelanica \| \| \| \| \| \| Phoenicurusia phoenicurus \| \| \| \| \| \| Phoenicurusia scintillans \| \| \| \| \| \| Phoenicurusia transcaucasicus \| \| \| \| |
|               | \| \| Phoenicurusia dilutior \| \| \| \| \| \| Phoenicurusia iliensis \| \| \| \| \| \| Phoenicurusia margelanica \| \| \| \| \| \| Phoenicurusia phoenicurus \| \| \| \| \| \| Phoenicurusia scintillans \| \| \| \| \| \| Phoenicurusia transcaucasicus \| \| \| \| |
|               | Phoenicurusia dilutior |
|               | |
|               | Phoenicurusia iliensis |
|               | |
|               | Phoenicurusia margelanica |
|               | |
|               | Phoenicurusia phoenicurus |
|               | |
|               | Phoenicurusia scintillans |
|               | |
|               | Phoenicurusia transcaucasicus |
|               | |